# Stuart Little (film)
Stuart Little är en amerikansk familjefilm från 1999 regisserad av Rob Minkoff. Filmen baseras löst på barnboken Knatten från 1945 av E.B. White. Den hade biopremiär i USA den 17 december 1999.
På Oscarsgalan 2000 nominerades Stuart Little för bästa specialeffekter men förlorade mot Matrix.

## Handling
Berättelsen utspelar sig i New York. Eleanor och Frederick Little (Geena Davis och Hugh Laurie) åker till ett barnhem för att adoptera en lillebror åt sin son George (Jonathan Lipnicki). De adopterar en liten mus som heter Stuart (röst av Michael J. Fox). George blir förstås inte överförtjust i att han har fått en mus som lillebror. Familjen Littles katt Snowbell (röst av Nathan Lane) vill verkligen inte ha en mus som husse. Och det tar inte lång stund innan strykarkatten och skvallerbyttan Monty (röst av Steve Zahn) får reda på Snowbells nya husse. En kväll bestämmer sig Snowbell för att få hjälp av alla New Yorks strykarkatters ledare Smokey (röst av Chazz Palminteri) för att en gång för alla bli av med Stuart. Stuart och George börjar komma bättre överens inför en modellbåttävling i Central Park och när Stuart vinner tävlingen accepterar George honom som sin bror. Men redan samma kväll kommer två möss som påstår sig att vara Stuarts riktiga föräldrar. Betyder det att Stuart måste lämna den familj som han precis har börjat passa in i?

## Rollista (i urval)
| Karaktär             | Skådespelare       | Svensk röst       |
| -------------------- | ------------------ | ----------------- |
| Stuart Little (röst) | Michael J. Fox     | Peter Jöback      |
| Frederick Little     | Hugh Laurie        | Claes Månsson     |
| Eleanor Little       | Geena Davis        | Jennie Jahns      |
| George Little        | Jonathan Lipnicki  | Samuel Haus       |
| Crenshaw Little      | Jeffrey Jones      | Jan Waldekranz    |
| Tina Little          | Connie Ray         | Gunnel Fred       |
| Snowbell (röst)      | Nathan Lane        | Peter Harryson    |
| Smokey (röst)        | Chazz Palminteri   | Mikael Persbrandt |
| Estelle Little       | Estelle Getty      | Annelie Bhagavan  |
| Mrs. Keeper          | Julia Sweeney      | Anna Book         |
| Monty (röst)         | Steve Zahn         | Christer Fant     |
| Doktor Beechwood     | Dabney Coleman     | Hans Wahlgren     |
| Edgar Little         | Brian Doyle-Murray | Mikael Roupé      |
| Beatrice Little      | Allyce Beasley     | Annelie Bhagavan  |
| Stretch              | Patrick O'Brien    | Dick Eriksson     |

### Fotnoter
1. ↑  Svensk Filmdatabas, Svenska Filminstitutet, Svensk filmdatabas film-ID: 41222.[källa från Wikidata]
2. ↑  ”Stuart Little” (på engelska). Box Office Mojo. 17 december 1999. http://www.boxofficemojo.com/movies/?id=stuartlittle.htm. Läst 3 september 2016.
3. ↑  ”Stuart Little (1999)”. Svensk Filmdatabas. https://www.svenskfilmdatabas.se/sv/item/?type=film&itemid=41222. Läst 3 augusti 2022.